# Encyocrypta berlandi
Encyocrypta berlandi là một loài nhện trong họ Barychelidae. Loài này phân bố ờ Nouvelle-Calédonie.